# ヒュー・ボスコーエン (第2代ファルマス子爵)
第2代ファルマス子爵ヒュー・ボスコーエン（英語: Hugh Boscawen, 2nd Viscount Falmouth、1707年3月20日 – 1782年2月4日）は、グレートブリテン王国の貴族、軍人。1720年から1734年までヒュー・ボスコーエン閣下の儀礼称号を使用した。

## 生涯
初代ファルマス子爵ヒュー・ボスコーエンとシャーロット・ゴドフリー（Charlotte Godfrey）の長男として、1707年に生まれた。
1727年イギリス総選挙でトゥルーロ選挙区から出馬して当選した後、1729年4月の王室費に関する決議で与党側で投票したが、翌年には野党に転じた。1734年10月25日に父が死去すると、ファルマス子爵の爵位を継承した。
以降はフレデリック・ルイス王太子を支持して、1741年イギリス総選挙で影響力を発揮し与党に多くの議席を失わせることに成功したが、1742年に王太子と決裂、1744年にはヘンリー・ペラムとニューカッスル公爵兄弟に味方した。1747年に国王親衛隊隊長に任命され、1782年まで務めた。その後、1756年12月に枢密顧問官に任命された。また、軍階でも昇進を続け、1755年に少将に、1759年に中将に、1772年に大将に昇進した。名誉職では1761年5月13日から1782年2月4日までコーンウォール副提督を務めた。
1782年2月4日に死去、子供がいなかったため甥ジョージ・エヴリン（弟エドワードの息子）が爵位を継承した。

## 家族
1736年5月6日、ハンナ・キャサリン・マリア・スミス（Hannah Catherine Maria Smith、トマス・スミスの娘）と結婚したが、2人の間に子供はいなかった。
庶子を3人（2男1女）儲けており、うち息子の1人ヒュー（1795年没）は庶民院議員を務めた。